# Pteropoda
Pteropoda (nombre común de pterópodos, del griego que significa "pie de ala") son caracoles marinos pelágicos y babosas marinas especializados que nadan libremente, gasterópodos opistobranquios marinos. La mayoría vive en los 10 m superiores del océano y mide menos de 1 cm de largo. La monofilia de Pteropoda es objeto de un largo debate; incluso se han considerado parafiléticos con respecto a los cefalópodos. El consenso actual, guiado por estudios moleculares, se inclina hacia la interpretación del grupo como monofilético.
Pteropoda abarca los dos clados Thecosomata, las mariposas marinas y Gymnosomata, los ángeles marinos. Los Thecosomata (literalmente, "cuerpo-caja") tienen un caparazón, mientras que los Gymnosomata ("cuerpo desnudo") no. Los dos clados pueden ser o no taxones hermanos; si no, su similitud (en el sentido de que ambos son pelágicos, pequeños y transparentes, y ambos grupos nadan utilizando aletas en forma de alas (parapodios) que sobresalen de sus cuerpos) puede reflejar la adaptación a su estilo de vida particular.

## Historia
El grupo Pteropoda fue establecido por Georges Cuvier como "ptéropodes" en 1804. François Péron y Charles-Alexandre Lesueur pensaban que el grupo era más grande, por lo que también incluían los taxones de opistobranquios (Phyllirhoë y Glaucus), los taxones de heteropoda (Carinaria y Firola) e incluso el Ctenophora (Callianira). En 1810 estos autores dividieron a todo el grupo en dos grupos separados: los que tenían caparazón y los que no tenían caparazón.
En 1824 Henri Marie Ducrotay de Blainville nombró a estos dos grupos Gymnosomata y Thecosomata y nombró al orden de combinación Aporobranchia en lugar de Pteropoda. Rechazó los géneros adicionales, excepto Phyllirhoë, que actualizó a un tercer grupo al que llamó Psilosomata. Sólo mucho más tarde Phyllirhoë fue clasificado dentro del orden Nudibranchia.
Se hicieron otros intentos para describir el Pteropoda. John Edward Gray dividió el Pteropoda en Dactylobranchia (con solo el género Cavolinia) y Pterobranchia (incluidos todos los demás géneros). Cuvier (y sus seguidores) no aceptaron la clasificación de Blainville; prefirieron la clasificación original como se describe en Le Règne Animal.
En 1829 Paul Rang siguió la clasificación de Cuvier, pero trató de incluir el carácter de tener una cabeza distinta o no. El naturalista alemán Lorenz Oken fue un paso más allá y, en aras de la simetría, quería que cada orden contuviera cuatro familias y que cada familia contuviera cuatro géneros. Pierre André Latreille dividió los Pteropoda según el tamaño de sus aletas: "Macroptérygiens" (incluyendo sólo Pneumonoderma) y "Microptérygiens" (incluyendo todos los demás). En 1851, William Bullock Clark trató a los Pteropoda como una familia y modificó la ortografía a Pteropodidae (un nombre que ahora se usa para una familia de murciélagos frugívoros)
Finalmente, todos estos intentos fueron abandonados y, a medida que se describían más y más especies como resultado de varias expediciones científicas, se adoptó en general la clasificación de los Pteropoda en Thecosomata y Gymnosomata. Muchas de estas nuevas especies fueron descritas por primera vez por zoólogos franceses, por ejemplo, Jean René Constant Quoy y Joseph Paul Gaimard, Paul Rang, Alcide d'Orbigny y Louis François Auguste Souleyet.
La relación entre estos dos clados no está establecida de manera inequívoca, pero parece que son taxones hermanos.

## Vulnerabilidad a la acidificación de los océanos

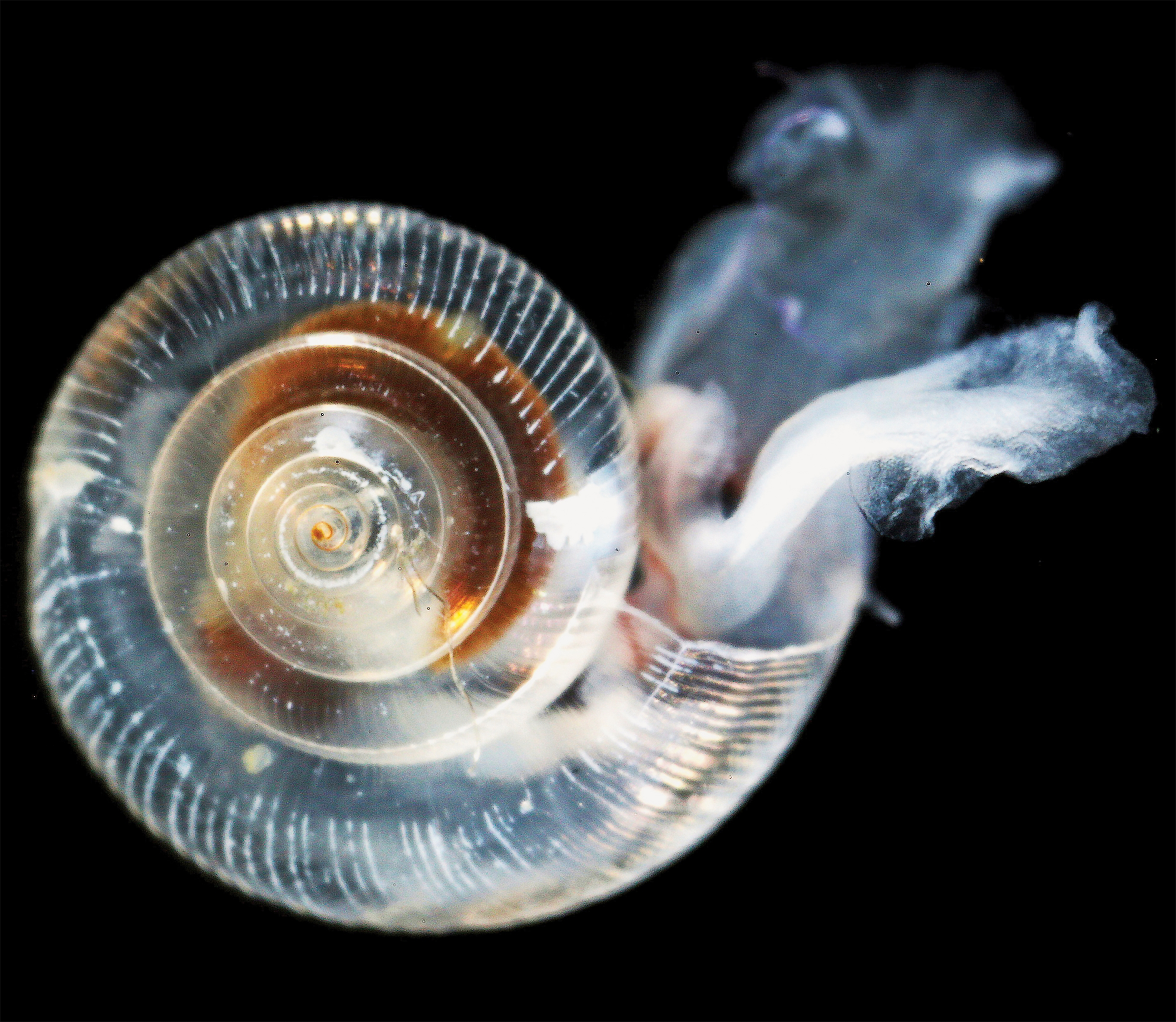
Pterópodo insalubre que muestra los efectos de la acidificación del océano

Se realizó un estudio en la costa oeste de los Estados Unidos para ver los efectos de la acidificación del océano en los pterópodos. Se utilizó Limacina helicina para probar la sensibilidad a la disminución del pH. Esta especie de pterópodo es potencialmente vulnerable a las aguas corrosivas asociadas con la acidificación del océano debido a su caparazón de carbonato de calcio. El caparazón de un pterópodo se sumergió en agua del océano con el nivel de pH proyectado que el agua alcanzará para el año 2100. Después de un mes y medio en el agua, el caparazón se había disuelto casi por completo.

## Distribución
Los pterópodos se encuentran en todos los océanos principales, generalmente de 0 a 10 metros (0 a 33 pies) por debajo de la superficie del océano y en todos los niveles de latitud. Los pterópodos se pueden encontrar a menos de 10 metros, pero en menor cantidad en términos de biomasa, sin embargo, la distribución de los pterópodos está más extendida según los hallazgos. Esto se puede explicar porque los pterópodos de áreas tropicales se vuelven más comunes en áreas más profundas. No se encuentran comúnmente en las profundidades del mar, de hecho, pocos viven a menos de 500 metros bajo el nivel del mar. Las plataformas continentales, las áreas que contienen muchas oportunidades de nutrientes y la productividad son lugares en los que los pterópodos suelen estar poblados, según los patrones de los datos. La primavera es una temporada alta para los pterópodos, ya que alcanzan poblaciones más altas, aunque los datos muestran que los pteropodos al sur del ecuador son menos abundantes estacionalmente. Además, los datos actuales sugieren que el 93% de los pterópodos del mundo son parte de la familia Thecosomata, mientras que el 7% son Gymnosomata.